# Zakea Dolphin Mangoaela
Zakea Dolphin Mangoaela (Hohobeng, Cap de Bona Esperança, febrer de 1883 - 25 d'octubre de 1963) fou un escriptor i folklorista sud-africà. Té diverses obres en sesotho i una gramàtica en anglès d'aquest idioma. Va créixer a Lesotho (anomenat Basutoland llavors) i va assistir al Basutoland Training College, on es va fer mestre. És considerat un dels escriptors més importants de la literatura sud-africana.

## Obra
- Lithoko tsa Marena a Basotho, 1921
- Ar'a libatana le lenyamatsane
- Grammar of the Sesuto language. Bantu studies Vol. III. (Johannesburg: University of Witwatersrand press, 1927). (coautor)